# مادلین ادلوند
مادلین ادلوند (انگلیسی: Madelaine Edlund؛ زادهٔ ۱۵ سپتامبر ۱۹۸۵) بازیکن فوتبال اهل سوئد است.
از باشگاه‌هایی که در آن بازی کرده‌است می‌توان به باشگاه فوتبال زنان تیرسو و اومئا آی‌کی اشاره کرد.
وی همچنین در تیم ملی فوتبال زنان سوئد بازی کرده‌است.